# Heinrich Seemann (Diplomat)
Heinrich Seemann (* 22. Mai 1935 in Stuttgart) ist ein ehemaliger deutscher Diplomat und Autor.

## Leben
Der Stuttgarter Kaufmannssohn Heinrich Seemann studierte Rechtswissenschaften in Freiburg. Nach seiner Promotion begann er eine Karriere im Auswärtigen Dienst mit Tätigkeiten in den USA, in Nepal (1967–1971) und Japan. Danach arbeitete er als außenpolitischer Berater der Bundespräsidenten Walter Scheel und Karl Carstens. Von 1982 bis 1986 war er Botschafter in Mali, anschließend Chef des Protokolls der Bundesregierung. In der Zeitspanne, als das autokratische Herrschaftssystem in Indonesien zu Ende ging und demokratische Strukturen durch Präsident Bacharuddin Jusuf Habibie eingeführt wurden, war Heinrich Seemann Botschafter in Jakarta (1994–2000). Im Jahre 2002 richtete er im Auswärtigen Amt in Berlin den ersten Ausbildungskurs für junge Diplomaten aus der islamischen Welt ein.
Seemann verfasste mehrere Werke, die sich mit Ostasien, darunter Japan, Nepal und Indonesien, befassen.